# Olympische Sommerspiele 1924/Schwimmen – 200 m Brust (Frauen)
Der Schwimmwettkampf über 200 Meter Brust der Frauen bei den Olympischen Spielen 1924 in Paris wurde vom 16. bis 18. Juli ausgetragen.

## Rekorde
Vor Beginn der Olympischen Spiele waren folgende Rekorde gültig.
| Weltrekord         | 3:20,4 min         | Irene Gilbert      | Rotherham, Vereinigtes Königreich | 18. Juni 1923      |
| Olympischer Rekord | erstmals olympisch | erstmals olympisch | erstmals olympisch                | erstmals olympisch |

Folgende neue Rekorde wurden aufgestellt:
| Olympischer Rekord | 3:27,6 min | Agnes Geraghty | Halbfinale 1 |

## Ergebnisse

### Halbfinale
16. Juli 1924
Die ersten zwei Athletinnen eines jeden Laufs und die schnellste Dritte qualifizierten sich für das Finale.

#### Halbfinale 1
| Rang | Athlet           | Nation             | Zeit         | Anm.  |
| ---- | ---------------- | ------------------ | ------------ | ----- |
| 1    | Agnes Geraghty   | Vereinigte Staaten | 3:27,6 min   | Q, OR |
| 2    | Irene Gilbert    | Großbritannien     | 3:32,8 min   | Q     |
| 3    | Wivan Pettersson | Schweden           | 3:37,0 min   | q     |
| 4    | Odette Monard    | Frankreich         | 3:48,4 min   |       |
| —    | Mietje Baron     | Niederlande        | (3:22,6 min) | DSQ   |

Mietje Baron wurde disqualifiziert, da sie nur mit einer Hand anschlug.

#### Halbfinale 2
| Rang | Athletin        | Nation             | Zeit       | Anm. |
| ---- | --------------- | ------------------ | ---------- | ---- |
| 1    | Lucy Morton     | Großbritannien     | 3:29,4 min | Q    |
| 2    | Laury Koster    | Luxemburg          | 3:35,0 min | Q    |
| 3    | Eleanor Coleman | Vereinigte Staaten | 3:39,2 min |      |
| 4    | Ella Molnár     | Ungarn             | 3:39,8 min |      |
| 5    | Alice Stoffel   | Frankreich         | 3:48,0 min |      |

#### Halbfinale 3
| Rang | Athletin             | Nation             | Zeit       | Anm. |
| ---- | -------------------- | ------------------ | ---------- | ---- |
| 1    | Gladys Carson        | Großbritannien     | 3:30,0 min | Q    |
| 2    | Hjördis Töpel        | Schweden           | 3:39,0 min | Q    |
| 3    | Matilda Scheurich    | Vereinigte Staaten | 3:41,2 min |      |
| 4    | Běla Drážková        | Tschechoslowakei   | 3:43,0 min |      |
| 5    | Suzanne Kiffer-Porte | Frankreich         | 3:43,6 min |      |

### Finale
18. Juli 1924
| Rang | Athletin         | Nation             | Zeit       | Anm. |
| ---- | ---------------- | ------------------ | ---------- | ---- |
| 1    | Lucy Morton      | Großbritannien     | 3:33,2 min |      |
| 2    | Agnes Geraghty   | Vereinigte Staaten | 3:34,0 min |      |
| 3    | Gladys Carson    | Großbritannien     | 3:35,4 min |      |
| 4    | Wivan Pettersson | Schweden           | 3:37,6 min |      |
| 5    | Irene Gilbert    | Großbritannien     | 3:38,0 min |      |
| 6    | Laury Koster     | Luxemburg          | 3:39,2 min |      |
| 7    | Hjördis Töpel    | Schweden           | 3:47,6 min |      |